# Singly
 Singly  es una población y comuna francesa, en la región de Champaña-Ardenas, departamento de Ardenas, en el distrito de Charleville-Mézières y cantón de Omont.

## Demografía[2]
| 207 | 205 | 233 | 229 | 294 | 309 | 305 | 317 | 310 | n/d | n/d | 280 | 255 | 255 | 236 | 224 | 208 | 215 | 207 | 199 | 175 | 167 | 158 | 149 | 153 | 124 | 121 | 121 | 123 | 113 | 136 | 154 | 138 |
| Para los censos de 1962 a 1999 la población legal corresponde a la población sin duplicidades (Fuente: INSEE [Consultar]) |     |     |     |     |     |     |     |     |     |     |     |     |     |     |     |     |     |     |     |     |     |     |     |     |     |     |     |     |     |     |     |     |